# Matongo (Burundi)
Matongo è un comune del Burundi situato nella provincia di Kayanza con 70.275 abitanti (censimento 2008).

## Geografia antropica

### Suddivisioni amministrative
Il comune è suddiviso in 34 colline.